# Фонтанж
Фонта́нж (фр. fontange) — дамская высокая причёска эпохи Людовика XIV и одноимённый чепец, состоящий из ряда накрахмаленных кружев, между которыми распределены пряди волос. Укреплялся при помощи шпилек и проволочных конструкций.

## История
Во время очередной королевской охоты юная фаворитка короля Франции — Анжелика де Руссиль-Фонтанж нечаянно растрепала свои локоны и, чтобы длинные волосы не мешали ей охотиться, подвязала их фрагментом кружева. Исследователи расходятся во мнениях — то ли это кружево было сорвано с рукава, то ли было чулочной подвязкой. Причёска, рождённая случаем, понравилась Людовику XIV, который попросил свою фаворитку всегда носить её. На следующий день почти все дамы явились ко двору с такими же «фонтанжами». Вначале причёска была низкая и напоминала современную причёску для длинных волос «хвост». Со временем фонтанжи становились всё выше и причудливее, достигая высоты 50-60 сантиметров и требовали поддержки каркасом, кружева же крахмалили. В Англии высокую вариацию этой причёски называли «башней» (tower), а широкий фонтанж — «комод» (a commode).

В Россию мода на фонтанжи пришла в середине 1690-х годов. Носили её преимущественно жёны и дочери иностранцев. Царь Пётр I во время своей заграничной поездки не мог оставить без внимания и это сооружение из жёстких кружев, украшавшее волосы курфюрстины Ганноверской. Князь М. М. Щербатов отмечает:
заставил [Пётр] … женщин вместо телогрей [носить] — бостроги, юбки, шлафроки и самары, а вместо подколков — фонтанжами и корнетами голову украшать.
В 1700 году жена первого санкт-петербургского коменданта, которая должна была строго следовать моде (согласно указу о ношении европейского платья), одной из первых надела модное головное украшение. Картины и гравюры того времени — наглядные свидетельства того, сколь был популярен фонтанж в России. Тон задавала новая супруга Петра — императрица Екатерина. В одном из писем к Петру, императрица конкретно упоминает «кружива на фантаж», которые просит привезти из Парижа. Впервые фонтанж упоминается в описи имущества царевны Натальи, родной сестры Петра.
Случай заставил европейских красавиц навсегда отказаться от фонтанжа. В 1713 году, на торжественном приёме в Версале английская подданная, герцогиня Шрусбери, предстала перед Людовиком XIV без фонтанжа, с гладко зачесанными волосами. В моду вошла маленькая, гладкая причёска с рядами ниспадающих на плечи локонов. Популярность маленьких причёсок сохранялась очень долго — до тех пор, пока в моду не вошли сложные конструкции из высоко взбитых волос (1770-е годы).
В России мода на фонтанж держалась несколько дольше — до середины 1720-х годов, однако носили его, по преимуществу, пожилые дамы.